# Ibicenco

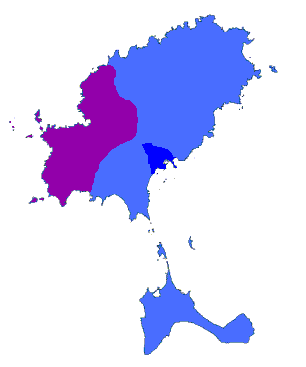
Ibicenco occidental
Ibicenco oriental
Ibicenco urbano (ciudad de Ibiza)

El ibicenco (eivissenc) es la variedad lingüística geográfica del idioma catalán hablada en las islas Pitiusas (Ibiza y Formentera) (Islas Baleares, España). Está clasificada dentro de los dialectos baleares (junto al mallorquín y al menorquín) del idioma catalán.
Existen tres variedades: la propia de la ciudad de Ibiza, la que se habla en la parte occidental de la isla y la hablada en la parte oriental y en la isla de Formentera. Las tres variedades se diferencian en la pronunciación y el léxico. En el ibicenco occidental no se utiliza la vocal neutra en posición tónica, característica de las hablas baleares, usándose la e abierta como en otros sitios de habla catalana. La ciudad de Ibiza tiene algunas palabras propias y otras las pronuncia de forma diferente. Las diferencias son en todo caso mínimas y el ibicenco es muy uniforme. En Formentera se dice también formenterer o formenterenc (formenterense).
El ibicenco tiene meridionalismos del catalán que no se encuentran ni en Mallorca ni en Menorca, ni en el norte de la Comunidad Valenciana, pero sí en el sur de esta. No obstante todo apunta a una influencia de la variante dialectal mozárabe de la taifa de Denia y al tradicional intercambio comercial directo entre Ibiza y la península a través de Denia.
También es el gentilicio que denomina a las personas naturales de Ibiza.